# Bathyraja brachyurops
Bathyraja brachyurops es una especie de pez de la familia de los Rajidae en el orden de los Rajiformes.

## Morfología
Los machos pueden llegar a alcanzar los 64,2 cm de longitud total.

## Reproducción
Es ovíparo y las hembras ponen huevos envueltos en una cápsula córnea.

## Depredadores
En las islas Malvinas es depredado por Cottoperca gobio.

## Hábitat
Es un pez marino y de aguas profundas que vive entre 81-313 m de profundidad

## Distribución geográfica
Se encuentra en el Pacífico suroriental y el Atlántico suroccidental: desde el Estrecho de Magallanes (Chile) hasta la Argentina y las islas Malvinas.

## Observaciones
Es inofensivo para los humanos.